# Carlo Vittadini
Carlo Vittadini (San Donato Milanese, 11 de juny del 1800 – Milà, 20 de novembre del 1865) fou un metge i micòleg italià.
Nasqué a Monticelli, una frazione del municipi de San Donato Milanese, actualment a la ciutat metropolitana de Milà. Estudià a Milà i a la universitat de Pavia, amb el professor Giuseppe L. Moretti (1782-1853). Es titulà en medicina amb una tesi doctoral titulada Tentamen mycologicum seu Amanitarum illustratio on descrivia 14 espècies d'amanites. Posteriorment exercí a Milà com a obstetra.
Ultra diverses publicacions sobre les malalties dels cucs de seda, Vittadini fou autor de diverses publicacions importants sobre els bolets i, especialment, les tófones:
- Monographia tuberacearum (Rusconi, Milan, 1831), on Vittadini descrigué 65 espècies, de les que 51 eren noves
- Descrizione dei funghi mangerecci più comuni dell'Italia e de'velenosi che possono co'medesimi confondersi (1835), amb 56 espècies i 15 de noves
- Monographia Lycoperdineorum (1842), que completa l'obra de 1831 amb 50 espècies, 23 de les quals eren noves per la sistemàtica científica.
- Trattato sui funghi mangerecci più conosciuti e paragoni con quelli velenosi con cui possono essere confusi (1844), escrit a petició del govern, inquiet pel nombre d'enverinaments per bolets